# Lophosoma cuprea
Lophosoma cuprea är en fjärilsart som beskrevs av Walker 1856. Lophosoma cuprea ingår i släktet Lophosoma och familjen bastardsvärmare. Inga underarter finns listade i Catalogue of Life.